# Andreas Venzke
Andreas Venzke (1961 en Berlín) es un escritor alemán. Vive en Friburgo de Brisgovia.

## Obras
- Scott, Amundsen y el precio de la gloria, 2012, Editorial Editex, ISBN 978-8490033074
- Gutenberg y la máquina del saber 2012, Editorial Editex, ISBN 978-8490033487
- Cristóbal Colón 2005, Editorial EDAF, ISBN 84-414-1691-5